# Tolina

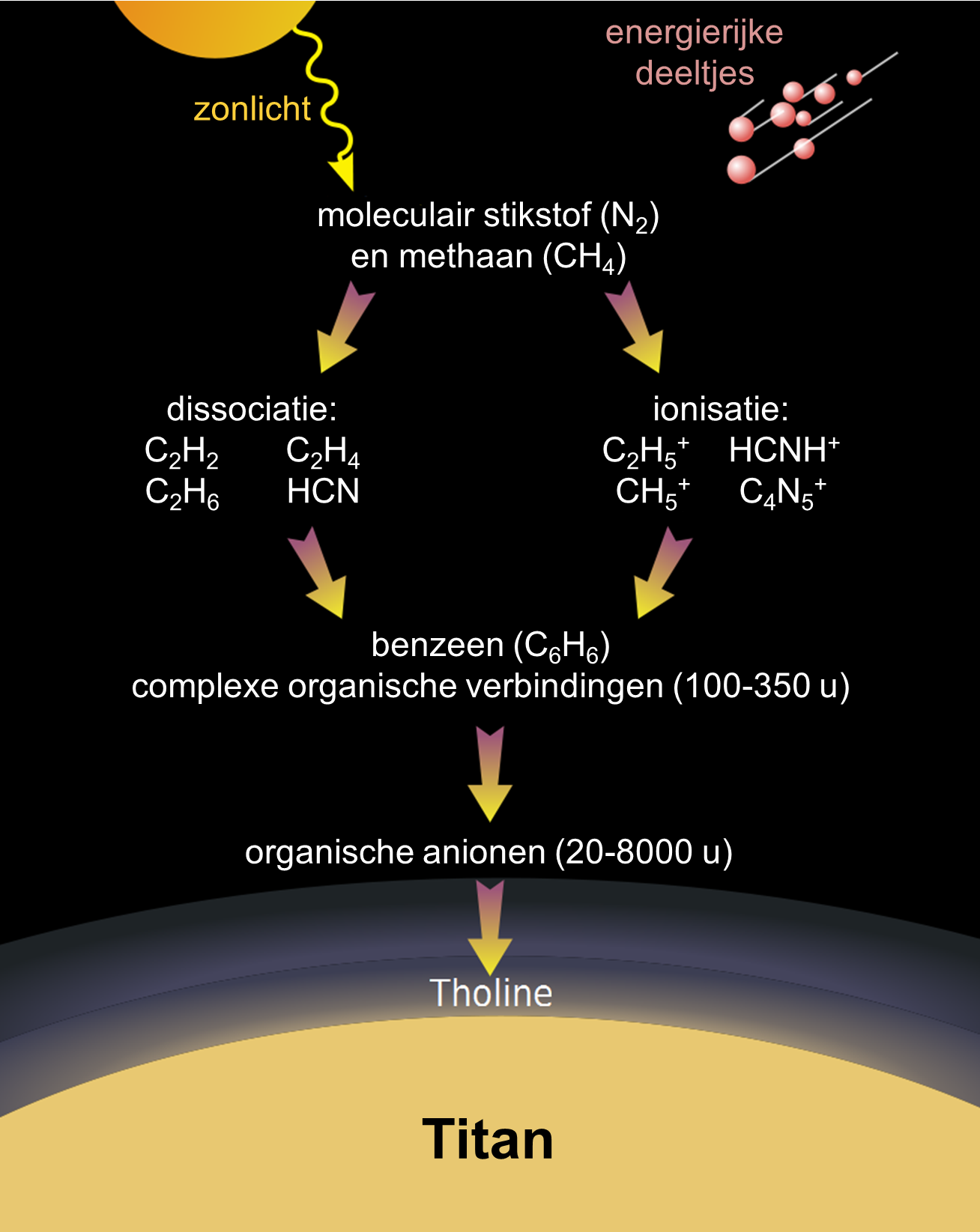
Formación de tholins en la atmósfera superior de Titán

Las tolinas son unas sustancias químicas complejas ricas en nitrógeno. Se forman en laboratorio al bombardear moléculas orgánicas simples, como metano y etano, con radiación ultravioleta o electrones en una atmósfera rica en nitrógeno. Se forman de manera natural en la atmósfera superior de Titán, satélite de Saturno, donde se dan las condiciones de una atmósfera con presencia abundante de metano y nitrógeno, y donde forman aerosoles que luego caen a la superficie. También son muy comunes en los  planetoides y objetos congelados localizados en las regiones externas del Sistema Solar.
El término tolina fue acuñado en 1979 por el astrónomo y astrofísico Carl Sagan para describir moléculas orgánicas primitivas.